# Fantastiske Max
Fantastiske Max (engelska: Fantastic Max) är en tecknad TV-serie skapad av Mike Young. En amerikansk-walesisk samproduktion, som producerades av Hanna-Barbera Productions och Kalato Ltd tillsammans med S4C. Den handlar om Max, en pojke i koltåldern med tuppkamfrisyr, och hans rymdäventyr med två leksaksfigurer: FX, en utomjordisk sprattelgubbe från planeten Blinka lilla och AB Sitter, en C3PO-lik android gjord av klossar.
I USA visades serien i syndikering under två års tid som en del av programblocket Funtastic World of Hanna-Barbera som sändes varje vecka. Det första avsnittet visades söndagen den 11 september 1988, och det sista den 21 januari 1990.

## Figurer

### Hjältar
- Max - (röst inläst av Ben Ryan Ganger, svensk röst av Eleonor Telcs) En pojke som fått sin talförmåga och sitt intellekt, men hans handlingar gör att han ofta hamnar i trubbel. Hans fras är "Dirty Diapers!" ("Blöta blöjor!" i den svenska versionen) som han uttrycker när något går snett.
- FX - (röst inläst av Nancy Cartwright, svensk röst av Staffan Hallerstam) En utomjordisk docka med magiska krafter som kan skapa nästan allt, som att göra om sand till en vällingflask-lik raket, i vilken Max reser. Han är Max bästa vän, vilket visas i "Back to Twinkle, Twinkle" då han gråter då han kommer bort från Max. Hans återkommande uttryck är "Rocket and Roll!", som han också använder när han aktiverar sina krafter.
- AB Sitter - (röst inläst av Gregg Berger, svensk röst av Peter Sjöquist) En leksaks-barnflicka som fick liv av FX och försöker hålla Max borta från faror. AB är inte lika förtjust i att resa i rymden, men följer med för att hålla Max borta.
- Zoe - (röst inläst av Elisabeth Harnois) Max storasyster som ibland råkar med i sin lillebrors äventyr. Max tror inte mycket gott om henne, och kallar henne dum. Hon tävlar med grannen, Ben. Många gånger är hon misstänksam mot sin brors resor, men Max får henne att somna för att inte få henne att avslöja deras hemligheter. Hon blir ofta tillrättavisad (och får utegångsförbud) vid slutet av resorna, speciellt av sin stränge far, för sitt otrevliga uppträdande.
- Mamma och Pappa - (röster inläst av Gail Matthius och Paul Eiding, svensk röst från mamman av Annelie Berg) Max föräldrar, vilka är helt omedvetna om sin sons personlighet.
- King Crutsiz - röst inläst av Don Messick) en glad riddare med orange bockskägg (och mustasch för att passa med hans bockskägg) som rider på en vit häst och blev vän med Max, AB och FX då de försvann. Han behövde deras hjälp för en gåta om drakar, och svaret, som inte sades förrän vid avsnittets slut, var 'a zipper'. Han medverkar bara i 'Stitches in Time'.

### Skurkar
- Bronx - en Cirkusdirektör. Medverkar bara i "Monkey See, Monkey Zoo".
- Goldie - (röst inläst av Hank Azaria) En rymd-zigenare. Medverkar bara i "All in a Babe's Work". Hans uttryck är "Goldie the (laughs) Space Gypsy" och zigenarmusik spelades i bakgrunden. Han syns även med två andra rymd-zigenare - Cosmo and Gar. Gars namn nämns bara av Goldie själv och, förutom att han bara medverkar en gång, då han skjuter mot Max och hans gäng med en zigenar-pistol med vispgrädde-vermicelli och säger inget, och medverkar bara i makgrunden. Hans syns bara ett kort tag.
- Dumping Jack Trash – en sopåkare som alltid talar på rim. Medverkar bara under första säsongen, i "Back to Twinkle, Twinkle", "Attack of the Cubic Rubes" och "Beach Blanket Baby". Han skulle ersätta Texas Pete från Superted då den serien avslutats 1988; därmed, som då äldre figurer ersätts av nya, "Beach Blanket Baby" skulle då fungera som ersättande avsnitt för Superted-avsnittet  "Superted at the Funfair".
- XS - FX busige lilla kusin som först medverkar i "Cooking Mother Goose".  Han medverkar i "Boo Who"? och "Back to Twinkle Twinkle". Han gillar att reta FX för att vara lättskrämd, men i "Boo Who?" blir han en vettskrämd katt. Hans ord när han använder sina krafter är "Rock'em and Sock'em!" XS röst är inläst av Dana Hill.
- Amanda – Fastän hon är Zoes vän, verkar det inte vara det; eftersom hon inte är lika gullig som Max storasyster och inte tror på henne när hon är vidskeplig. Hon sticker även iväg, och syns sedan inte igen. Hon medverkar bara i "Cooking Mother Goose".
- Ben (röst inläst av Benji Gregory) (fastän han är en huvudkaraktär,medverkar han bara i "Carrot Encounters of the Third Kind" och "Back to Twinkle, Twinkle".)  Ben medverkar i "Ben the Blackmailer" också. Han är familjen Youngs granne, och Zoes rival. Max, FX and AB är inte speciellt förtjusta i honom väldigt mycket som han alltid stör dem och han är en skrävlare, och han spelar dem alla möjliga spratt. Enligt Max är Ben en större idiot än Zoe.
- Ond, elak, bad-tempered, på dåligt humör, skadeglad pirat - Självförklarande, men hans enda framträdande är "Beach Blanket Baby".
- Pumpernickel – En elak trollkarl med svart hår och svart mustasch som plågade byns bönder och tvingade dem att betala för att skydda dem från en drake. Han har en korp till husdjur ('Blackie') som kan tala och försöker överta hela världen efter att ha tillfångatagit Max och gänget. Det enda avsnitt där han medverkar (liksom Blackie) är "Stitches in Time". Han hatar pumpernickelbröd.

## Avsnitt

### Säsong 1 (1988)
1. "The Loon in the Moon"
2. "Toys will be Toys"
3. "All in a Babe's Work"
4. "Attack of the Cubic Rubes"
5. "Monkey See, Monkey Zoo"
6. "The Big Sleep"
7. "Cooking Mother's Goose"
8. "Journey to the Center of my Sister"
9. "Carrot Encounters of the Third Kind"
10. "The Baby Who Fell to Earth"
11. "Beach Blanket Baby"
12. "Stitches in Time"
13. "Back to Twinkle, Twinkle"

### Säsong  2 (1989)
1. "Boo Who?"
2. "Ben, the Blackmailer" (Dish Networks lista anger "Beh, the Blackmailer")
3. "Cowboy Max"
4. "Straight Flush"
5. "Rats Like Us"
6. "Grab Bag Rag"
7. "Movie Star Max"
8. "To Tell the Tooth"
9. "Dr Max and Baby Hyde"
10. "Guess Who's Coming to Dinar"
11. "A. B. Phone Home"
12. "Puzzle Puzzle Toil and Trouble"
13. "Blarney Fife"

Serien har ännu inte (2010) släppts till Blu-ray eller DVD. 
Boomerang har sänt repriser måndag- fredag runt klockan 10:30 på morgonen.

### Fotnoter
1. ↑  ”Fantastic Max” (på engelska). TV.Com. Arkiverad från originalet den 2 februari 2017. https://web.archive.org/web/20170202000333/http://www.tv.com/shows/fantastic-max/. Läst 20 januari 2017.
2. ↑  ”Fantastic Max” (på engelska). 80's Cartoons. http://www.80scartoons.net/toons/fanmax.html. Läst 20 januari 2017.